# Boleslav Vomáčka
Boleslav Vomáčka (28. června 1887 Mladá Boleslav – 1. března 1965 Praha) byl český hudební kritik a hudební skladatel.

## Život
Pocházel z muzikantské rodiny. Po maturitě na gymnáziu v Mladé Boleslavi studoval práva na Karlově Univerzitě. Souběžně studoval na varhanním oddělení Pražské konzervatoře a posléze i skladbu v mistrovské třídě Vítězslava Nováka, kterou absolvoval roku 1910. Studoval rovněž zpěv u Josefa Krummera a zpíval pravidelně v kostele svatého Cyrila a Metoděje v Karlíně. Studium práv dokončil v roce 1913 a stal se soudním praktikantem v Mladé Boleslavi. V následujících letech pracoval jako advokátní koncipient v Táboře, Mladé Boleslavi a v Praze. Po vzniku Československé republiky vstoupil roce 1919 do služeb ministerstva sociální péče, kde se vypracoval až na místo sekčního šéfa. Za okupace byl nucen odejít do předčasného důchodu, ale po osvobození se vrátil na ministerstvo práce a sociální péče, kde pak působil až do řádného důchodu na konci roku 1949. Pracoval však ještě dalších 5 let na hudebním odboru ministerstva kultury.

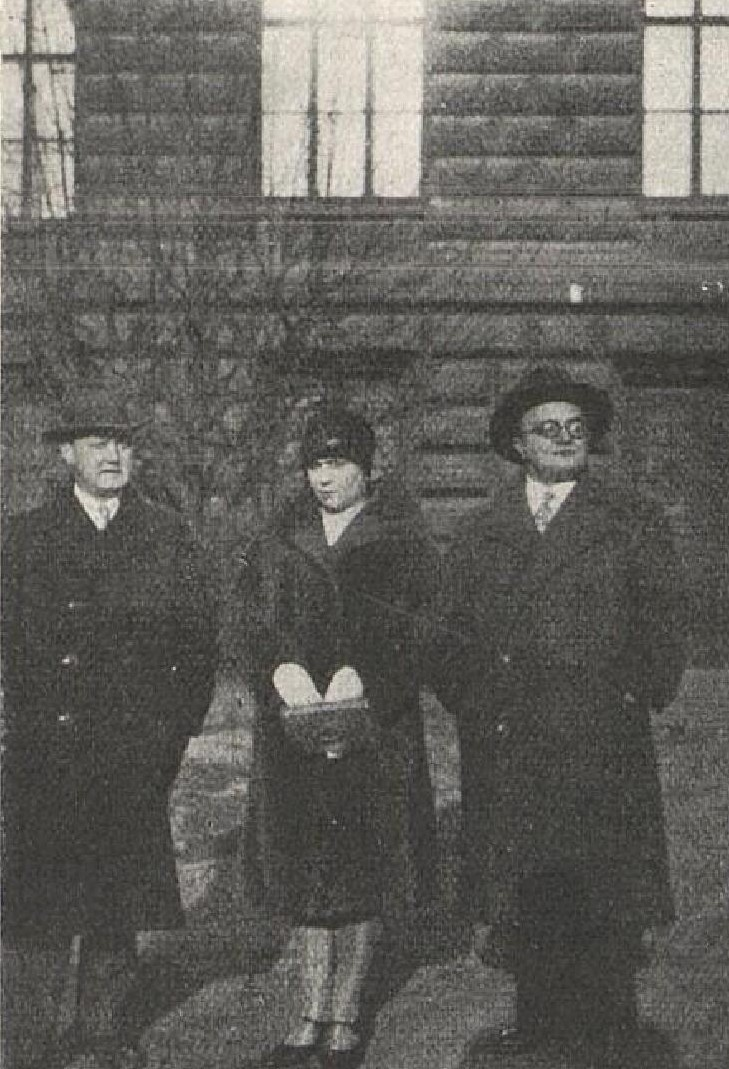
Hudební skladatelé Emil Axman (vlevo) a Boleslav Vomáčka s chotí (1931)

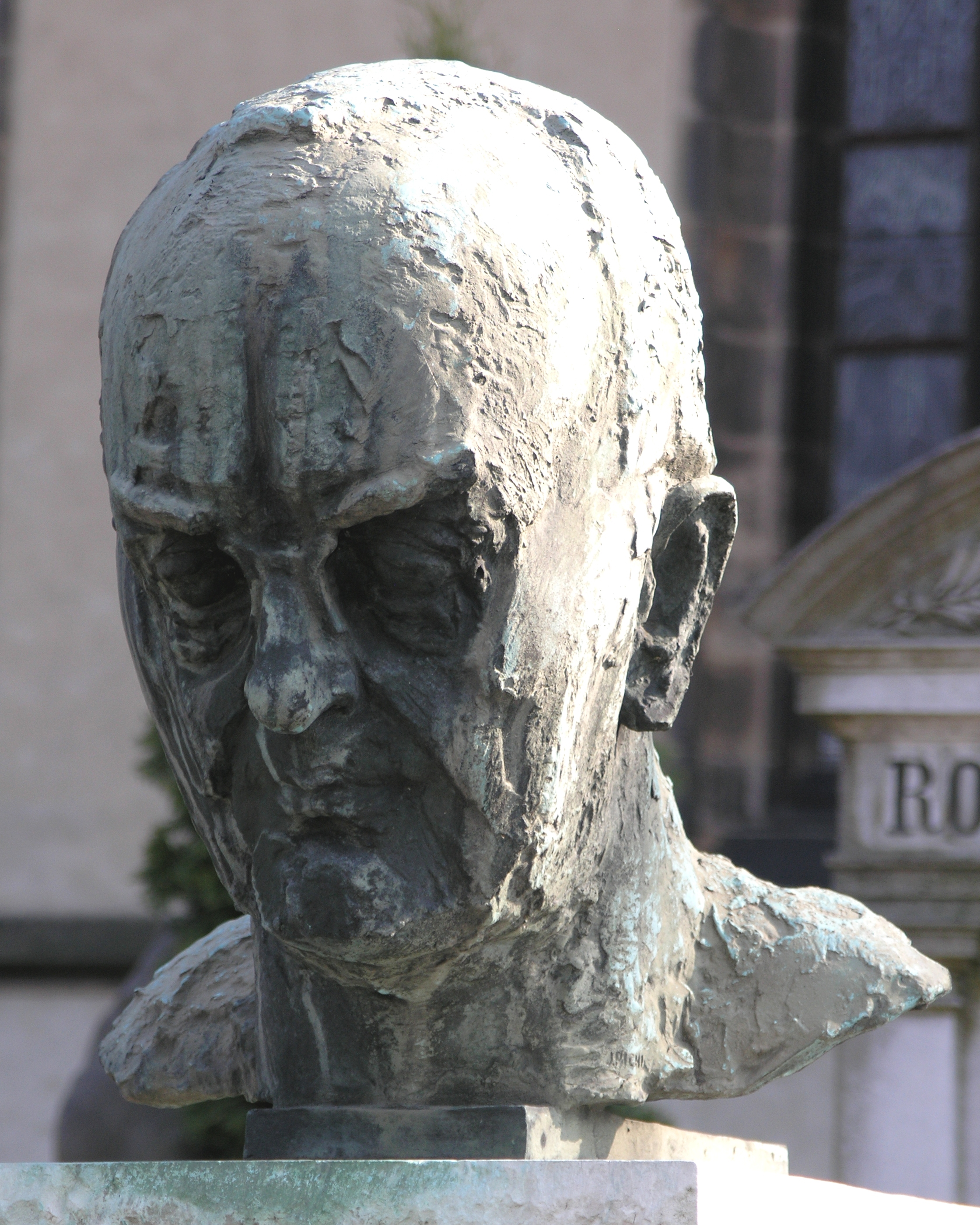
Busta Boleslava Vomáčky na Vyšehradském hřbitově

Vedle svých úředních povinností byl činný i jako redaktor několika českých i zahraničních novin mimo jiné i Lidových novin či L'Europe Centrale. Byl jedním z nejvýznamnějších českých hudebních kritiků, který spojoval úctu k tradici s živým pochopením soudobého dění. V jeho publikační činnosti bojoval za prosazení děl Leoše Janáčka, Josefa Suka či Otakara Ostrčila na česká i světová koncertní pódia.
Pohřben je v Praze na Vyšehradském hřbitově .

## Činnost spolková a organizační
Ve svém rodišti byl sbormistrem pěveckého sboru Boleslav. Byl členem hudebního odboru Umělecké besedy, spoluzakladatelem Spolku pro moderní hudbu, spoluzakladatelem Ochranného svazu autorského, předsedou obchodní komise Hudební matice, členem představenstva Divadelního a literárního jednatelství, členem ústředního výboru Svazu československých skladatelů a místopředsedou jeho české sekce, členem redakční rady časopisu Hudební rozhledy, lektorem hudební vědy na Filozofické fakultě Univerzity Karlovy a zakládajícím členem Svazu divadelních umělců.

## Ocenění
Za svou činnost obdržel řadu čestných uznání. Od roku 1924 byl členem Československé akademie věd a umění. Byl čestným členem mnoha pěveckých sdružení. Mimo jiné byl čestným členem Pěveckého sdružení moravských učitelů (1957). V roce 1955 byl jmenován zasloužilým umělcem a v roce 1957 obdržel Řád práce.

## Hudební dílo
První skladatelské pokusy učinil již jako gymnazista. Přes velké vytížení v zaměstnání, publikační, pedagogickou i organizační činností zkomponoval kromě drobnějších příležitostných skladeb několik desítek závažných číslovaných prací. Mezi světovými válkami patřil k nejvýraznějším členů mladé skladatelské generace. V pozdějších letech svou kompoziční činnost značně omezil a nevyhnul se ani komponování dobových, politicky zabarvených skladeb.

### Opery
- Vodník op. 29 (podle Karla Jaromíra Erbena, Národní divadlo 1937)
- Boleslav I. op. 61 (libreto skladatele, 1957)
- Čekanky op. 62 (1957)

### Kantáty
- Romance svatojirská op. 12 (1920, přepracovaná verze 1940)
- Živí mrtvým op. 16 (kantáta zasvěcená matce, 1925)
- Mládí op. 20 (text Antonín Sova, 1916)
- Strážce majáku op. 24 (text Jiří Wolker, 1933)
- Prapor míru nad Duklou op. 55 (1951)
- Bojka partyzánka op. 56 (1952)

### Orchestrální skladby
- Ciaconna op. 5 (absolventská práce, 1910)
- Symfonie in F op. 47 (Česká eroica, 1945)
- Dukla op. 50 (ouvertura, 1948)
- Estrádní suita op. 59 (1945)

Dále zkomponoval mnoho písní, sborů a klavírních a jiných komorních skladeb.